# Chloroclystis ruptiscripta
Chloroclystis ruptiscripta là một loài bướm đêm trong họ Geometridae.